# すずめの唄
『すずめの唄』（すずめのうた）は、志名坂高次による日本の漫画作品。『プレイコミック』（秋田書店）において2012年8月号から2013年11月号まで連載された。全16話。話数表記は「○本場」（○は漢数字、最終話のみ「オーラス」表記）。単行本は全1巻。
いわゆる「麻雀漫画」に相当するがコメディ色が非常に強い作風となっている。作者が同時期に連載している『凍牌』・『バクト』など他の作品の殺風景でシリアスな作風に比べると、コメディリリーフな要素のみで構成されている点が特徴的。『麻雀倶楽部』など作者の過去作品の雰囲気が濃く出ており、一種の原点回帰ともいえるような作品である。
単行本の裏表紙によれば、題名の意味は「すぐに役立つ実践式雀荘経営術?」「ずぶの素人3人トリオがめんこい女子バイトのカオリちゃんとともにうちらでも雀荘できるんじゃね?とたまげた奇策で顧客獲得を目指す!…そんなお話です」とそれぞれ一文字ずつ取って触れ込んでいる。

## あらすじ
リストラにあった3人の男達は、それぞれ再就職セミナーで出会い、共同出資で雀荘「すずめ」を経営することになった。バイトとして雇った女性・カオリと共にその商売のために、互いに提案を出し合って売り上げの運命を左右していく。

## 登場人物
カオリ
雀荘「すずめ」のバイトの女性。19歳。
若林
雀荘「すずめ」の経営者の1人。38歳。
岸
雀荘「すずめ」の経営者の1人。26歳。
橘
雀荘「すずめ」の経営者の1人。28歳。

## 単行本
- 志名坂高次 『すずめの唄』 秋田書店〈プレイコミック・シリーズ 〉、全1巻
  1. 2013年11月20日発売 ISBN 978-4-253-25027-6